# 季霍京
50°58′39″N 25°3′38″E / 50.97750°N 25.06056°E
季霍京（烏克蘭語：Тихотин），是烏克蘭的村落，位於該國西部沃倫州，由盧茨克區負責管轄，面積1.85平方公里，海拔高度187米，2001年人口310，人口密度每平方公里167.57人。